# Hugh Fortescue, I conte di Fortescue
Hugh Fortescue, I conte di Fortescue (12 marzo 1753 – 16 giugno 1841), è stato un nobile inglese.

## Biografia
Era il figlio di Matthew Fortescue, II barone di Fortescue, e di sua moglie, Anne Campbell. Studiò a Eton College.

## Carriera
Ha ricoperto la carica di membro del Parlamento per Beaumaris (1784-1785). Fu vice ammiraglio di Devon (1788-1839) e Lord luogotenente del Devon (1788-1839).

## Matrimonio
Sposò, il 10 maggio 1782, Hester Grenville, figlia di George Grenville e di Elizabeth Wyndham. Ebbero nove figli:
- Lady Hester Fortescue (?-18 dicembre 1873), sposò Peter King, VII barone King, ebbero cinque figli;
- Hugh Fortescue, II conte di Fortescue (13 febbraio 1783-14 settembre 1861);
- Lord George Mathew Fortescue (21 maggio 1791-24 gennaio 1877), sposò Lady Louisa Ryder, ebbero quattro figli;
- Lady Mary Fortescue (15 settembre 1792-12 agosto 1874), sposò James Hamlyn-Williams, III Baronetto, ebbero tre figli;
- Lord John Fortescue (5 maggio 1796-1869), sposò Sophia Nevile, ebbero due figli;
- Lady Elizabeth Fortescue (10 luglio 1801-27 gennaio 1867), sposò William Courtenay, XI conte di Devon, ebbero quattro figli;
- Lady Catherine Fortescue (1787-20 maggio 1854), sposò Newton Fellowes, IV conte di Portsmouth, ebbero una figlia;
- Lady Anne Fortescue (?-28 febbraio 1864), sposò George Wilbraham, non ebbero figli;
- Lady Eleanor Fortescue (1798-1847).

## Morte
Morì il 16 giugno 1841.